# 薄田美朝
薄田 美朝（すすきだ よしとも、1897年1月16日 - 1963年4月16日）は、日本の内務官僚、政治家、弁護士。官選県知事、警視総監、衆議院議員。

## 経歴
秋田県出身。薄田正美の長男として生まれる。函館中学、旧制第二高等学校を経て、1920年7月、東京帝国大学法学部法律学科（英法）を卒業。1919年10月、高等試験行政科試験に合格。1920年7月、内務省に入り大阪府属兼警部として警察部特別高等警察課に配属された。
1921年11月、香川県警視となり警察部に勤務。1923年2月、朝鮮総督府に転じ総督官房庶務部に勤務し、警務局に異動。
1926年12月、地方事務官として栃木県農商課長に就任。以後、内務事務官・警務官、岡山県書記官・警察部長、長崎県書記官・警察部長、広島県書記官・警察部長、京都府書記官・警察部長、警視庁警務部長などを歴任。
1937年7月、満州国に転じ、治安部次長に就任。以後、総務庁参事官兼治安部次長、総務庁次長を歴任し、1940年5月に退任した。
1940年8月、群馬県知事に就任。鹿児島県知事に就任。鹿児島県知事時代に1942年衆院選の鹿児島2区で選挙無効を求める裁判で大審院の出張法廷で証人として出廷している（この裁判は1945年3月に選挙無効判決が出た）。1943年4月、警視総監となる。1944年7月に辞職し、弁護士となる。
戦後、1946年から1952年2月まで公職追放となった。留岡組社長などを務め、1952年10月の第25回衆議院議員総選挙で北海道第1区に自由党から立候補し当選。1953年4月の第26回総選挙で落選したが、1955年2月の第27回総選挙で返り咲き、1958年5月の第28回総選挙で再選され、衆議院議員を通算3期務めた。1960年11月の第29回総選挙に出馬せず引退。この間、北海道開発審議会委員、地方制度調査会委員、裁判官訴追委員、自由党政調会治安部長、自由民主党総務などを務めた。墓所は青山霊園(1ロ12-1～6)。